# Luka Gaženica
Luka Gaženica je zadarska trajektna luka u Gaženici na adresi Gaženička 28. Luka je napravljena za teretne i putničke namjere. Građena je šest godina, a otvorena je 2015. U toj luci se nalazi Lučka uprava Zadar d.d. i Luka Zadar d.d. U rujnu 2019. odabrana je kao najbolja svjetska luka godine.

## Vanjske poveznice
- Luka Zadar d.d.
- Lučka uprava Zadar d.d.  Arhivirana inačica izvorne stranice od 5. kolovoza 2019. (Wayback Machine)